# Lunde Kirke (Nordfyns Kommune)
 For alternative betydninger, se Lunde Kirke. (Se også artikler, som begynder med Lunde Kirke)
Lunde Kirke er en dansk kirke, der ligger i Lunde, 12 km nord for Odense. Kirken er romansk , men først omtalt i et testamente fra 1304. Et halvt århundrede senere, 1348, er dens sognepræst, Jens, omtalt, og 1457 fik dens præstegård et byggested i Øster Lunde.  1483 udstedte kong Hans et gavebrev til præstegården på et stykke jord mod sjælemesser, hvilket er det eneste kendte tilfælde, hvor denne konge donerede til en landsbykirke.
Ejerskabet af kirken overgik 1696 fra Kronen til Christoffer Sehested til Nislevgård, der i forvejen ejede flere kirker på egnen. Da Nislevgård 1752 blev indlemmet i samhuset Ravnholt fulgte ejerskabet af kirken med. Dette ejerskab varede indtil overgangen til selveje 1909.
Kirken har muligvis stået i et anneksforhold til Skamby i første halvdel af 1500-tallet. Siden 1969 har Hjadstrup Kirke været anneks til Lunde.

## Bygning
Den romanske kirkebygning er opført af granitkvadre over en profileret sokkel og består af et skib og et smallere kor; i det indre er murene af rå kamp. Først i 1400-tallet blev der indbygget hvælv i både kor og skib, og et våbenhus blev opført ud for skibets syddør,  Tårnet er også rejst i senmiddelalderen og er opført af med genanvendelse af granitkvadre fra skibets nedrevne vestgavl. Våbenhuset var senest 1862 omdannet til materialhus og blev nedbrudt før 1872.

## Kalkmalerier
I 1884 blev der afdækket senmiddelalderlige kalkmalerier på triumfvæggen og skibets nordvæg, som atter blev overhvidtet. 1965 opdagede man endvidere malerier i korhvælvet fra o. 1500 og omfattende tre fremstillinger af Jesu lidelse og død: en Korsfæstelse i østkappen, der flankeres af en Pietà og Kristus som Smertensmand i nord- og sydkapperne.
Over døren i tårnrummets skillevæg er malet et skriftsted 0. 1900 (Luk. 11,28).

## Inventar
Kirkens ældste genstand er den romanske granitdøbefont af nordfynsk arkadetype. Fra middelalderen stammer også det centrale Korsfæstelsesrelief fra en skabsaltertavle; det er nu indsat i en altertavle fra 1866/68. Nogle panelværker der stammer fra et stoleværk fra o. 1575  er signeret af snedkerne Knud og Rasmus Hansen, og da kirken samtidig fik en nu forsvundet prædikestol, er det muligt de to snedkere også udførte dén, ligesom de 1575 udførte prædikestolen  til nabokirken i Hjadstrup). De nuværende stolestader har gavle fra 1630'erne. Prædikestolen er et senbarokt arbejde fra o. 1700.  
Det ustemplede altersæt fra 1684/85 kan tilskrives Simon Matthiesen, Odense, mens oblatæsken er udført omkring 1740 af Jørgen Olufsen Lund, Odense. Sygesættet er fra årene efter 1850 og udført af Niels Christopher Clausen, Odense.

## Gravminder
To ældre gravsten er bevaret i kirken. Den ældste er en skriftsten fra o. 1584 lagt over sognepræst Hans Petersen, mens stenen over hans enke, Karen, er signeret af "Odensemonogrammisten" og udført o. 1602; det er en skriftsten med randskrift og hjørnemedaljoner.

## Eksterne kilder og henvisninger
- Wikimedia Commons har flere filer relateret til Lunde Kirke (Nordfyns Kommune)
- Lunde Kirke hos KortTilKirken.dk
- Lunde Kirke hos danmarkskirker.natmus.dk (Danmarks Kirker, Nationalmuseet)